# رون غراهام
رون غراهام (بالإنجليزية: Ron Graham)‏ هو ممثل أسترالي، ولد في 17 ديسمبر 1926 في المملكة المتحدة.

## أعمال

### أفلام
- (1981) غاليبولي

## وصلات خارجية
- رون غراهام على موقع IMDb (الإنجليزية)
- رون غراهام على موقع قاعدة بيانات الفيلم (الإنجليزية)